# Dąbrowa (hromada Wojniłów)
Dąbrowa (ukr. Діброва) – wieś na Ukrainie, w  obwodzie iwanofrankiwskim, w rejonie kałuskim.